# 羽森神社
羽森神社（はもりじんじゃ）は、新潟県柏崎市に所在する神社である。

## 概要

### 祭神
- 天照大神
- 豊受大神

上記2柱を主祭神に、 宇迦御魂命を合祀している。

### 由緒
言い伝えによると、延徳年間（1489 - 91年）「くねからみ」石祀を建て、鬼門方位の守護神としたのが始まりと言う。
後に、新田地住民の産土神となり、永正年間（1504 - 20年）に当地に移す。天文元年（1532年）・享保20年（1735年）の200年の間に2度にわたって焼失したが、宝暦8年（1758年）再々建し、それまでの「神明社」という社名を「羽森神社」と改称した。

### 祭祀
例祭は毎年4月15日、9月15日に行われる。両日とも里神楽が奉納される。
里神楽演目
宮清め・岩戸開・蛭子・鈿女・大弓・竜田・羽返し・諸葉・鏡造・曲玉・造杵大宝・野の幸・太平楽

### 新潟県中越沖地震の影響
平成19年（2007年）7月16日に発生した新潟県中越沖地震により、神楽殿・参道・倉庫が倒壊する被害が発生した他、羽森神社裏手の砂丘では液状化現象による被害が発生している。

## 交通・アクセス方法
- JR東日本（越後線）東柏崎駅（跨線橋東側出入口）より約130m[3]（徒歩：約2分[3]）